# Lady Susan
Lady Susan (en español, Señora Susan), es una novela corta epistolar de Jane Austen. Posiblemente escrita en 1794, fue publicada en 1871 en forma póstuma.

## Resumen
Esta novela epistolar consta de 41 cartas escritas por y para los protagonistas principales. Es una obra de juventud, completa, pero que nunca la autora presentó para su publicación. Describe los planes de la protagonista, la recientemente viuda Lady Susan, mientras se busca un nuevo marido y a la vez intenta casar a su hija de 16 años con Sir James. Si bien el libro, con su enfoque puesto en el estudio del carácter y la moral de las personas, está cerca de los otros trabajos publicados por Austen (Sense and Sensibility fue originalmente escrito en forma epistolar), su perspectiva es muy diferente, pues la (anti) heroína tiene pocos paralelos en la literatura del siglo XIX. Lady Susan es una mujer muy atractiva para su edad (más de treinta años) pero egoísta, quien intenta atrapar al marido más conveniente posible, mientras mantiene una relación con un hombre casado. La obra subvierte todas las normas de la novela romántica: ella tiene un papel activo, no sólo es hermosa, sino también inteligente e ingeniosa, y sus pretendientes son significativamente más jóvenes que ella (en contraste con Sense and Sensibility y Emma, que tratan de los matrimonios de hombres con esposas 16 años menores). Aunque el final incluye un premio de la moral tradicional, la misma Lady Susan es tratada mucho más suavemente que la adúltera de Mansfield Park, quien es severamente castigada.

## Protagonistas
- Lady Susan Vernon

La protagonista de entre 30 y 40 años, quedó viuda hace unos meses y tiene una hija.
- Frederica Vernon

Es la hija de Lady Susan, a quien su madre casi no quiere. Su madre quiere casarla con Sir James, pese a su férrea oposición. Reiteradamente se expone que no ha podido completar una educación adecuada.
- Catherine Vernon

Cuñada de Lady Susan, es la más consciente de los planes de la primera y trata de hacer todo lo posible para proteger a su familia y a Frederica.
- Charles Vernon

Cuñado de Lady Susan, le permite quedarse unos meses en su casa.
- Reginald De Courcy

Hermano de la Sra. Vernon. 
- Lady De Courcy

Confidente y madre de la Sra. Vernon. Confía en el juicio de su hija y le preocupa que Reginald se deje engañar por Lady Susan.
- Alicia Johnson

Íntima amiga de Lady Susan, a quien esta confía todos sus planes e inmoralidad. Tiene una manera de pensar similar a la de Lady Susan. Se siente atrapada en un matrimonio con un hombre sensible a quien ella no ama, con un marido que no tiene buena relaciones con su amiga.

## Adaptación
En el 2009, surgió la noticia de que Lady Susan estaba siendo adaptada por la escritora británica Lucy Prebble para Celador Films y BBC4, pero desde entonces no se han tenido más noticias al respecto
En enero del 2016, se estrenó la adaptación de la novela con el título Love and friendship. Su estreno fue en el Sundance Film Festival y la dirección estuvo a cargo de Whit Stillman. 
En reparto se encuentran Kate Beckinsale como Lady Susan, Chloë Sevigny, Xavier Samuel y Stephen Fry.